# Kärnkraft i Sverige
Kärnkraft i Sverige har producerats sedan början av 1970-talet vid som mest tolv kärnreaktorer. Sedan 2020 sker elproduktion vid sex aktiva reaktorer, fördelade på tre anläggningar: Forsmarks kärnkraftverk (tre reaktorer, F1, F2 och F3), Oskarshamns kärnkraftverk (en reaktor, O3) och Ringhals kärnkraftverk (två reaktorer, R3 och R4)
De två reaktorerna i Barsebäck (B1 och B2) stängdes 1999 respektive 2005. Två reaktorer i Oskarshamn, (O1 och O2) stängdes 2015 respektive 2017. Två reaktorer i Ringhals (R1 och R2) stängdes 2019 respektive 2020.
I Sverige har kärnkraft sedan 1980-talet genererat mellan 35 och 50 procent av landets elkraft. Vid beslut om avveckling måste denna andel ersättas med andra energikällor.

## Historia

### Forskningsreaktorer
Den första reaktorn i Sverige var Reaktor 1 (R1) som startades juli 1954. R1 låg insprängt i berget, 27 meter under KTH-området i Stockholm och användes för forskning och utbildning av ingenjörer. En bidragande orsak till byggandet av R1 var att kunna bedriva forskning och utföra experiment som ansågs nödvändiga för ett svenskt kärnvapenprogram. Reaktorn hade dock inte kapacitet att producera klyvbart material i användbara mängder för militära ändamål. Reaktorn stängdes slutgiltigt i juni 1970.
Den andra reaktorn i Sverige var R0 i Studsvik som startades 1959. Reaktorn var en så kallad nolleffektsreaktor som inte utvecklade någon termisk effekt, utan användes för studier av neutronfysik och kriticitet i olika härdkonfigurationer. Reaktorn stängdes slutgiltigt 1972.
Den tredje reaktorn i Sverige var den så kallade R2-reaktorn i Studsvik. Den togs i bruk 1960 och användes förutom forskning även för framställning av tekniskt användbara isotoper. Reaktorn stängdes slutgiltigt i juni 2005.
På Studsvik byggdes och drevs även de mindre nolleffektsreaktorerna FR-0 (1964–1971) och R2-0 (1960–2005) samt de tre experimentanordningarna Zebra (Zero Energy Bare Reactor Assembly), TZ (Tryckzebra) och KRITZ för kriticitetsstudier vilka avvecklades och revs i början av 1980-talet.

### Ågestaverket

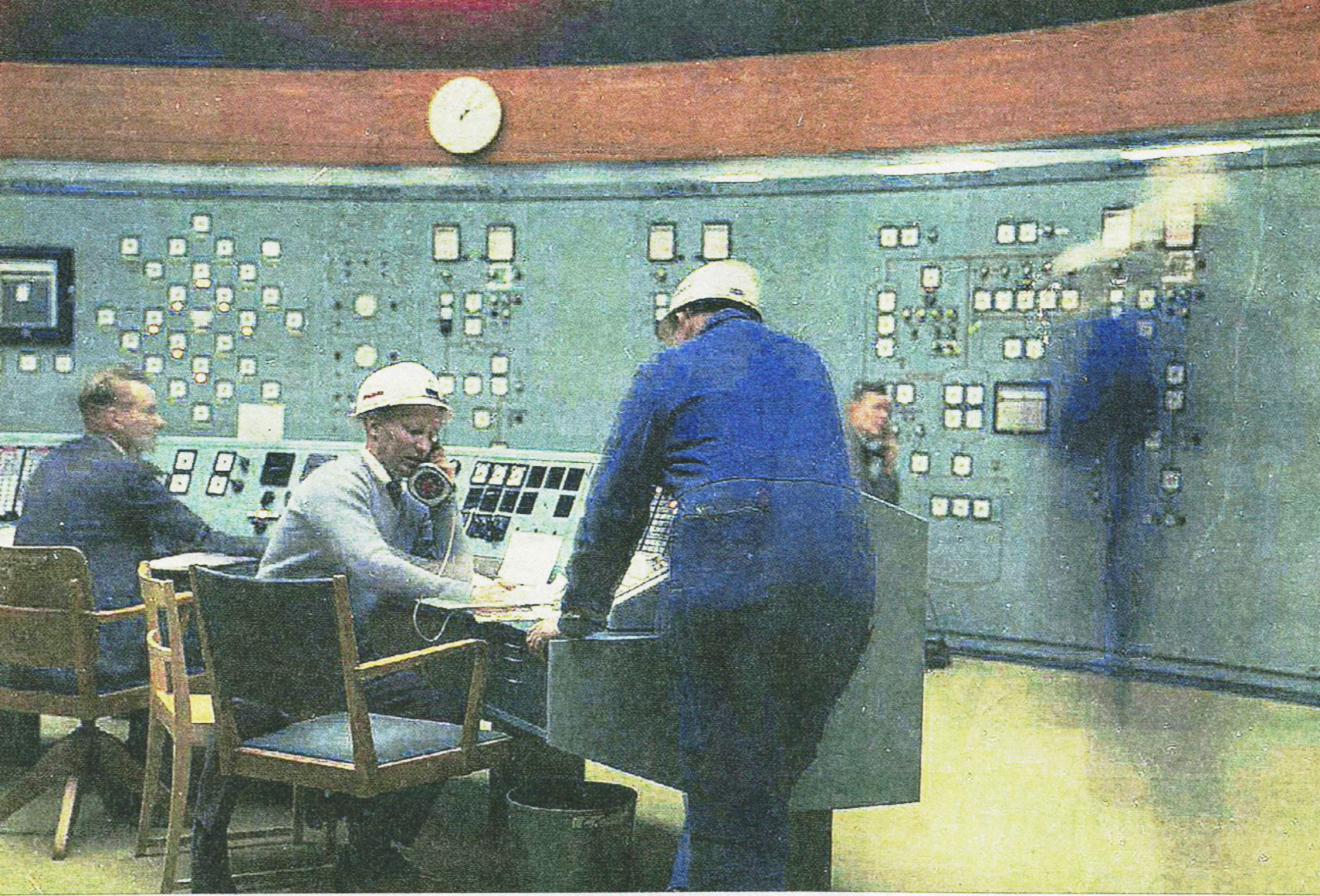
Ågestaverkets kontrollrum.

Sveriges första kärnkraftverk (R3) där ändamålet inte bara var forskning eller utbildning var Ågestaverket – ett kraftvärmeverk som från 1964 fram till 1974 levererade el (10 MW) och samtidigt försörjde Farsta med fjärrvärme  (55 MW).
Verket drevs som ett testverk för utprovningen av kärnkraft, där värmen och strömmen köptes av Stockholms kommun "till oljepriser". Detta gjorde att verket under många år gick med en årlig förlust på cirka 5 miljoner kronor. I och med att Oskarshamn 1 färdigställdes 1972 minskade betydelsen av Ågesta och Vattenfall beslöt sommaren 1973 att lägga ner driften den 1 juli 1974.
Den stora prisökningen på olja i samband med oljekrisen hösten 1973 innebar en betydande ökning av intäkterna från Ågestaverket, och det förekom förslag om att ompröva det redan fattade nedläggningsbeslutet. Beslutet kom dock att fullföljas, bland annat beroende på de säkerhetsmässiga brister i verkets konstruktion som uppdagades vid incidenten den 1 maj 1969, där ett brott i ett yttre kylsystem gav allvarliga störningar i styrsystem och kontrollfunktioner. Under 2020 påbörjade Vattenfall en demontering som planeras vara klar till 2024.
Tanken på effektiv samtidig produktion av el och värme gav inspiration till den så kallade Närförläggningsutredningen, vars betänkande kom 1973. Någon ytterligare tillämpning av denna produktionsprincip kom dock aldrig till stånd, trots att Naturvårdsverket vid de olika tillståndsförhandlingar som fördes vid den svenska kärnkraftens utbyggnad påtalade dess fördelar, inte minst för att slippa befarade negativa effekter av att släppa ut 70 procent av fissionsprocessens energi i havet. De utredningar som kraftproducenterna presenterade pekade på dålig ekonomi i sådana alternativ för de senare förläggningarna i Barsebäck och Forsmark. Någon seriös diskussion om fjärruppvärmning av Köpenhamn från Barsebäck är inte känd.

### Marvikenverket
Sveriges andra kärnkraftverk (R4) var Marvikenverket, som byggdes vid Marviken nära Norrköping. Avsikten med verket var att både kunna producera el och ha förmågan att ta fram klyvbart material för en tänkbar svensk atombomb, och uppfördes till stora kostnader under 1960-talet. Kravet att kunna producera klyvbart material (plutonium) från naturligt uran komplicerade konstruktionen genom att till exempel kräva anordningar för bränslebyte under drift, samtidigt som drift med naturligt uran minskade möjlig effekt jämfört med isotopanrikat uran. Kravet att använda naturligt uran som bränsle gjorde det nödvändigt att använda tungt vatten som moderator, vilket innebär en mer komplicerad anläggning.
Bygget präglades av beslutsvånda och tekniska problem, och kärnkraftverket kom aldrig att tas i bruk bland annat eftersom Sverige år 1968 ratificerade icke-spridningsavtalet vilket slutgiltigt stängde planer på svenska kärnvapen. När uranmarknaden blev friare med större möjligheter att köpa isotopanrikat uran fanns inte heller behovet av att kunna producera elkraft från inhemskt naturligt uran med tungvattenteknik. 
Delar av byggnaden har använts för storskalig verifiering av kärnkraftsteknik.

### Kommersiell kärnkraftsproduktion från 1972
Sveriges första större kommersiella reaktor, Oskarshamn 1, togs i drift 1972 vid Oskarshamns kärnkraftverk. 1975 togs de första reaktorerna i bruk i både Ringhals och Barsebäck, medan Forsmarks kärnkraftverk började leverera el 1980. Alla svenska kärnkraftverk placerades vid kusten för att få god tillgång till kylvatten. I Forsmark drog man viss nytta av spillvärmen i kylvattnet genom att med detta värma vattnet i en havsvik, där man tidigare hade ett hägn för avel av utrotningshotade sälar.
Alla reaktorer i dessa fyra verk utom Ringhals 2–4 är av svensk konstruktion (utvecklade av Asea Atom). Tre av de fyra Ringhalsreaktorerna är amerikanska, byggda av Westinghouse.
I oktober 1972 publicerade Centrala driftledningen (CDL) en prognos att Sverige skulle behöva 24 kärnkraftaggregat år 1990. I november 1972 publicerar CDL skriften ”Sveriges elförsörjning 1975-1990, 1972 års studie” där 19 kärnaggregat behövs till år 1990, varav fyra vid Sörmlandskusten och två i Bohuslän. Till år 2000 hade 19 lägen för kärnkraftverk valts, varav ingen i övre Norrland.

### Avveckling från 1999

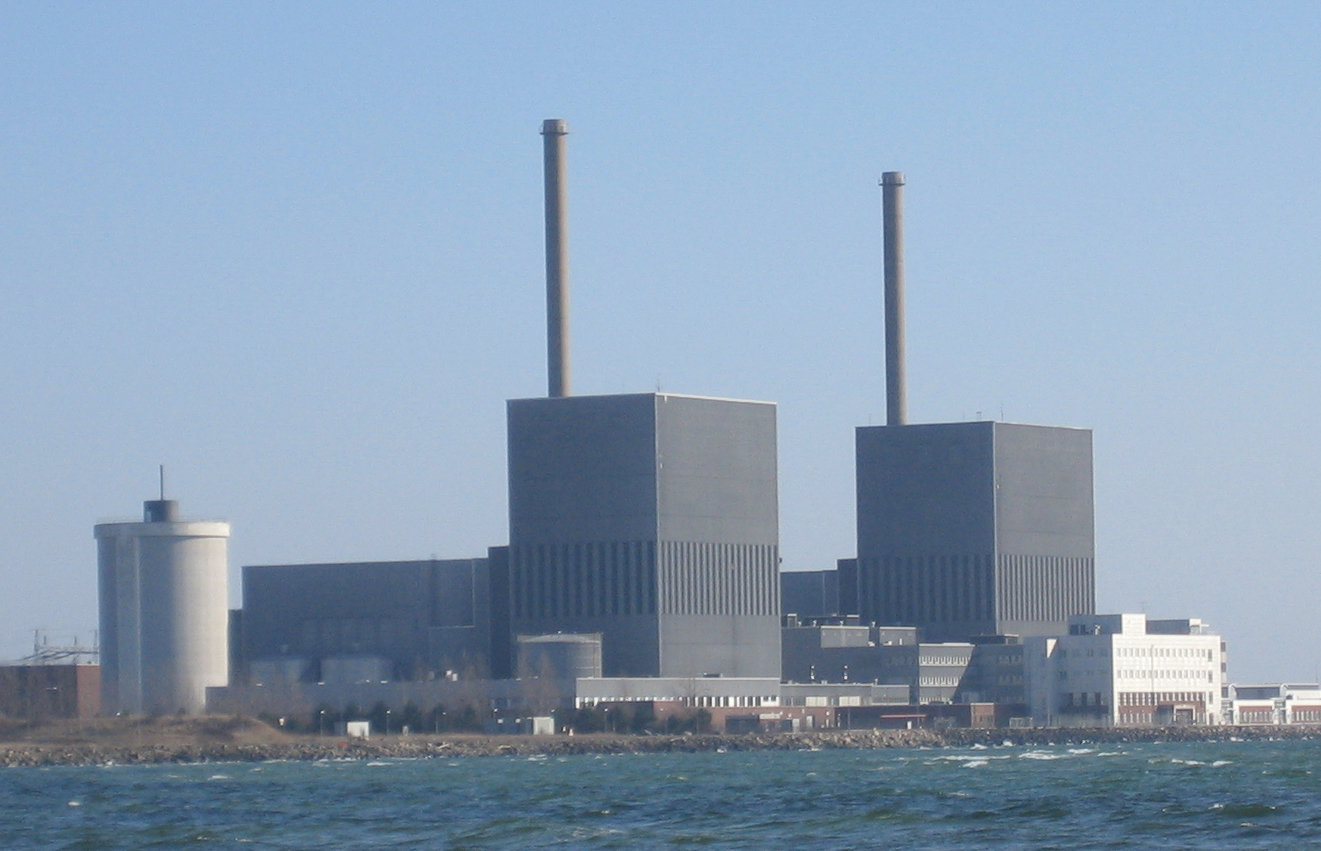
Barsebäck, det första stora kraftverket som avvecklades.

År 1979 skedde Harrisburgolyckan i kärnkraftverket på Three Mile Island i Pennsylvania, vilket påverkade inställningen till kärnkraft i Sverige. Året därpå arrangerades en folkomröstning om kärnkraftens framtid i Sverige. De vinnande alternativen Linje 1 och Linje 2, som på framsidan hade samma text, fick tillsammans ca 60 procent av rösterna, vilket innebar att två verk under uppförande skulle byggas färdigt samt tillsammans med fyra färdigbyggda verk skulle laddas med kärnbränsle och startas. Kärnkraften skulle därefter "avvecklas i den takt som är möjlig med hänsyn till behovet av elektrisk kraft för upprätthållande av sysselsättning och välfärd" och "ingen ytterligare kärnkraftsutbyggnad skall förekomma."  
Riksdagen beslöt 1987 att i kärntekniklagen införa den så kallade tankeförbudsparagrafen, som ofta beskrivits som förbud mot kärnkraftsforskning. Den stadgade egentligen att "ingen får utarbeta konstruktionsritningar, beräkna kostnader, beställa utrustning eller vidta andra sådana förberedande åtgärder i syfte att inom landet uppföra en kärnkraftsreaktor". Paragrafen avskaffades 2007.
År 1999 stängdes Reaktor 1 i Barsebäck, och 2005 stängdes den andra. Där spelade Sveriges relationer till Danmark en viss roll, efter att danska politiker uttryckt oro över att Barsebäcks kärnkraftverk geografiskt var närbeläget Köpenhamn (Danmark saknar egna kärnkraftverk). 2005 hade dock de danska protesterna tystnat sedan länge. Därefter har två av tre reaktorer i Oskarshamn stängts, liksom två av fyra reaktorer i Ringhals. Enligt ägaren Vattenfall år 2015 skedde det senare fem år tidigare än planerat. Enligt Vattenfalls vd Magnus Hall hade den politiskt beslutade höjningen av effektskatten på kärnkraft en avgörande roll för beslutet att stänga Ringhals 1 och 2 i förtid. Bidragande faktorer var också att elpriserna var låga. Efter Vattenfalls hot om att lägga ned samtliga reaktorer minskades effektskatten kraftigt 2017 och avskaffades år 2018 enligt beslut 2016.
Kraftverket i Barsebäck började rivas 2016 och ska enligt plan vara jämnat med marken omkring 2030. Kraftproduktionen vid Barsebäckreaktorerna har ersatts med effekthöjningar vid andra reaktorer samt efter 2010 utbyggnad av vindkraft. Även oljeeldade värmekraftverk används för att klara effekttoppar under vintern.

## Kärnkraftverk i Sverige
Sverige har haft 12 reaktorer exklusivt för elproduktion, men 2021 är 6 stängda och 6 i kommersiell drift. De är samtliga lättvattenreaktorer och använder anrikat uran som bränsle.
| Verk       | Enhet | Teknik | Effekt i MW | Driftstart | Avstängd | Kommentar |
| ---------- | ----- | ------ | ----------- | ---------- | -------- | --------- |
| Ringhals   |       |        |             |            |          |           |
| 1          | BWR   | 881    | 1976        | 2020       |          |           |
| 2          | PWR   | 905    | 1975        | 2019       |          |           |
| 3          | PWR   | 1 062  | 1981        |            |          |           |
| 4          | PWR   | 1 120  | 1983        |            |          |           |
| Forsmark   | 1     | BWR    | 990         | 1980       |          |           |
| Forsmark   | 2     | BWR    | 1 118       | 1981       |          |           |
| Forsmark   | 3     | BWR    | 1 172       | 1985       |          |           |
| Oskarshamn |       |        |             |            |          |           |
| 1          | BWR   | 473    | 1972        | 2017       |          |           |
| 2          | BWR   | 638    | 1975        | 2015       |          |           |
| 3          | BWR   | 1 450  | 1985        |            |          |           |
| Barsebäck  |       |        |             |            |          |           |
| 1          | BWR   | 600    | 1975        | 1999       |          |           |
| 2          | BWR   | 600    | 1977        | 2005       |          |           |

Angivna elektriska effekter är ungefärliga och hämtade från IAEA PRIS. 
Teknik: BWR = kokvattenreaktor, PWR = tryckvattenreaktor

## Elproduktion svensk kärnkraft 1971–2020

### Diagram produktion i svenska kärnkraftverk 1971–2021 (TWh/år)
Diagrammet visar elproduktion i kärnkraftverk i Sverige i TWh/år. F1-F3 = Forsmark, O1-O3 = Oskarshamn, R1-R4=Ringhals och B1-B2 = Barsebäck. Bland notervärda bortfall kan nämnas det så kallade "5-reaktorstoppet" hösten 1992 med anledning av silhändelsen i Barsebäck, och år 2009 omfattande modernisering av R1, R2 och O3.

### Total elproduktion Sverige per kraftslag 1970–2021 (TWh/år)
I diagrammet är "Kraftvärme Ind" samtidig produktion av värme och elkraft i industri, typiskt i pappersindustrin med skogsråvara som bränsle. "Kraftvärme Uppv" är samtidig produktion av värme och elkraft i orter med fjärrvärme, ofta med skogsråvara men även fossila bränslen. "Övrig värmekraft" är fossileldade kondenskraftverk som Stenungsunds- och Karlshamnsverken, något som användes i viss utsträckning under 1970-talet, men därefter endast vid kortvariga bristsituationer. Data är från Ekonomifakta.

### Kärnkraftens andel av svensk elproduktion
Diagrammet visar andelen kärnkraft av Sveriges elproduktion. Tidvis har kärnkraften stått för hälften av elproduktionen, men sedan stängningar av flera reaktorer under 10-talet är andelen numera (2021) cirka en tredjedel. Andelen påverkas även av hur annan produktion går, till exempel blev andelen kärnkraft 2003 över 50% beroende på en kombination av hög tillgänglighet hos kärnkraften och låg tillrinning i vattenkraften.

### Produktionssiffror
I Sverige har andelen kärnkraft av svensk elektricitetsproduktion mellan 1980 och 2020 varierat mellan cirka 35 och 50 procent.
Att producera en kWh kostade år 2016 enligt ägarna 30–36 öre; i dessa kostnader ingår skatter samt avgifter för omhändertagande av det använda kärnbränslet och för framtida rivning av kärnkraftverk. Kostnaden varierar starkt beroende på bland annat kalkylräntan, beräknad livstid och investeringskostnader. I internationella utredningar varierar priset mellan ungefär 40 och 80 öre per kWh[källa behövs].

## Radioaktivt avfall
Kärnkraften är den största källan till radioaktiva avfallsprodukter i Sverige. Driften av reaktorer regleras genom Lag (1984:3) om kärnteknisk verksamhet som bland annat föreskriver ramarna för hur det avfall som bildas ska tas om hand. För att fullgöra detta har ägarna till kraftverken gått samman och bildat Svensk Kärnbränslehantering (SKB), för att ta hand om mellan- och slutförvar av avfallet.
Man skiljer på låg-, mellan- och högaktivt avfall där det lågaktiva kan vara skyddskläder och byggmateral, mellanaktivt konstruktionsdelar och högaktivt kärnbränsle. Vid klassificeringen av olika typer av avfall är halveringstiden för isotoperna i avfallet av stor betydelse. Avfall som innehåller till exempel Kobolt-60 kan ha en betydande aktivitet när det är "färskt", men då halveringstiden för denna isotop är cirka 5 år så har aktiviteten efter 50 år (10 halveringstider) minskat med en faktor tusen, och efter 100 år blivit en miljon gånger mindre. Avfallet kan därför efter en jämförelsevis kort avklingningstid klassificeras som lågaktivt. Omvänt så är halveringstiden för vissa isotoper av till exempel Americium och Plutonium tusentals år, varvid aktiviteten kvarstår under en betydande tid.
SKB har ett slutförvar för låg- och mellanaktivt avfall, Slutförvar för radioaktivt driftavfall (SFR) vid Forsmarks kärnkraftverk, mellanförvarar högaktivt avfall i Clab vid Oskarshamns kärnkraftverk och har ansökt om att få bygga ett slutförvar för långlivat avfall (SFL) i närheten av Forsmarks kärnkraftverk. Regeringen godkände ansökan i januari 2022 och den prövas vid Mark och miljödomstolen.

## Bildgalleri

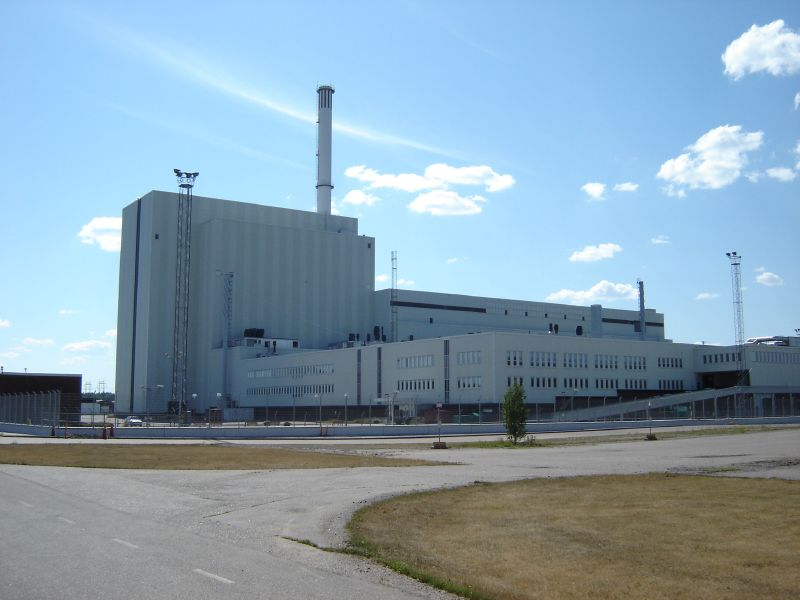
Forsmark
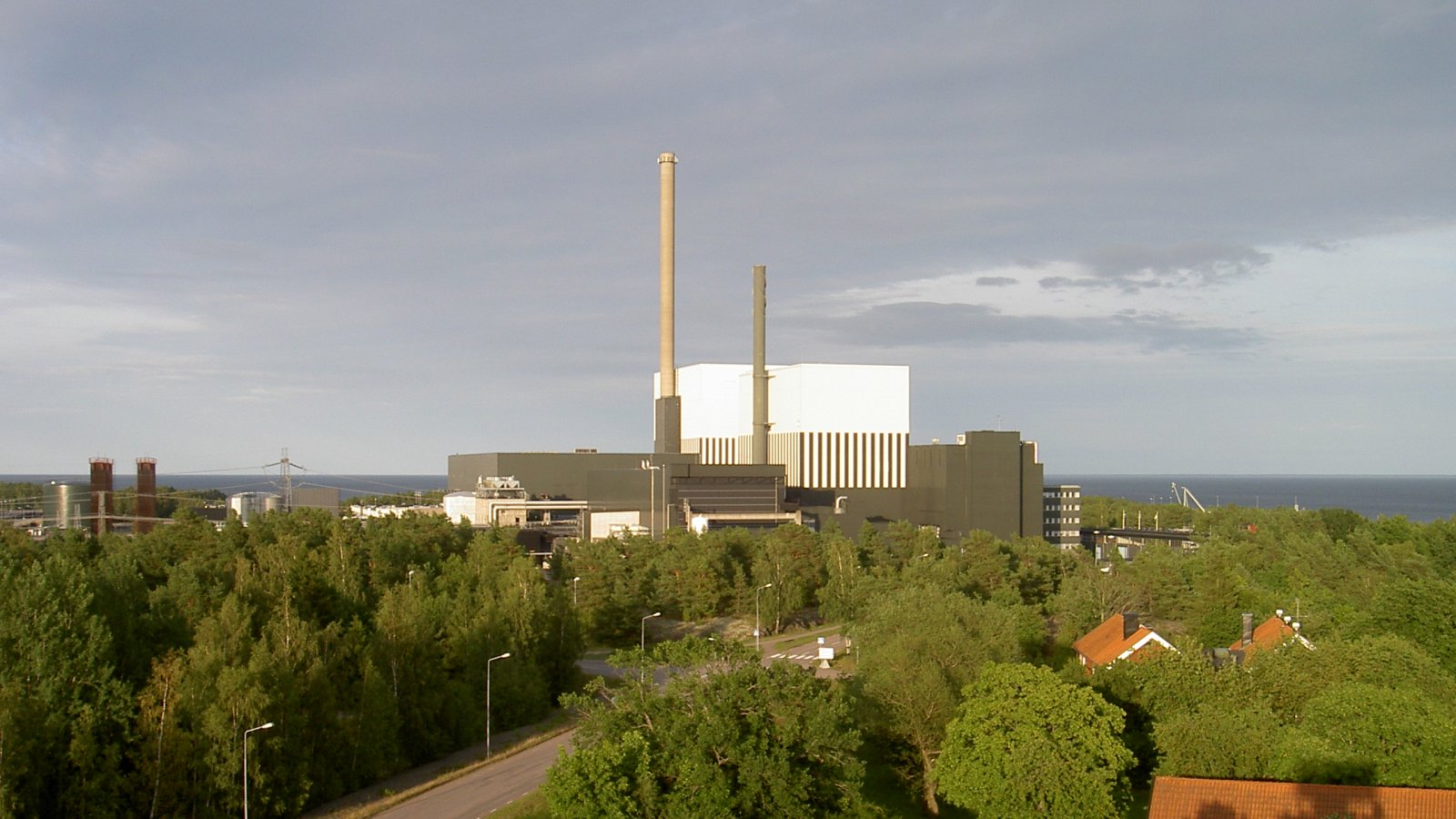
Oskarshamn
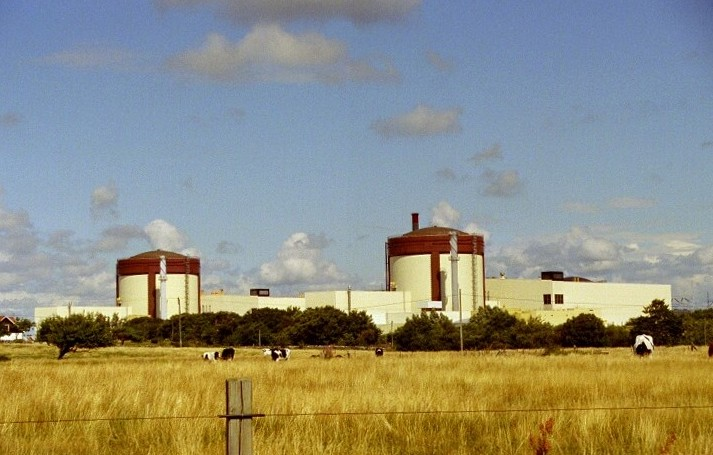
Ringhals
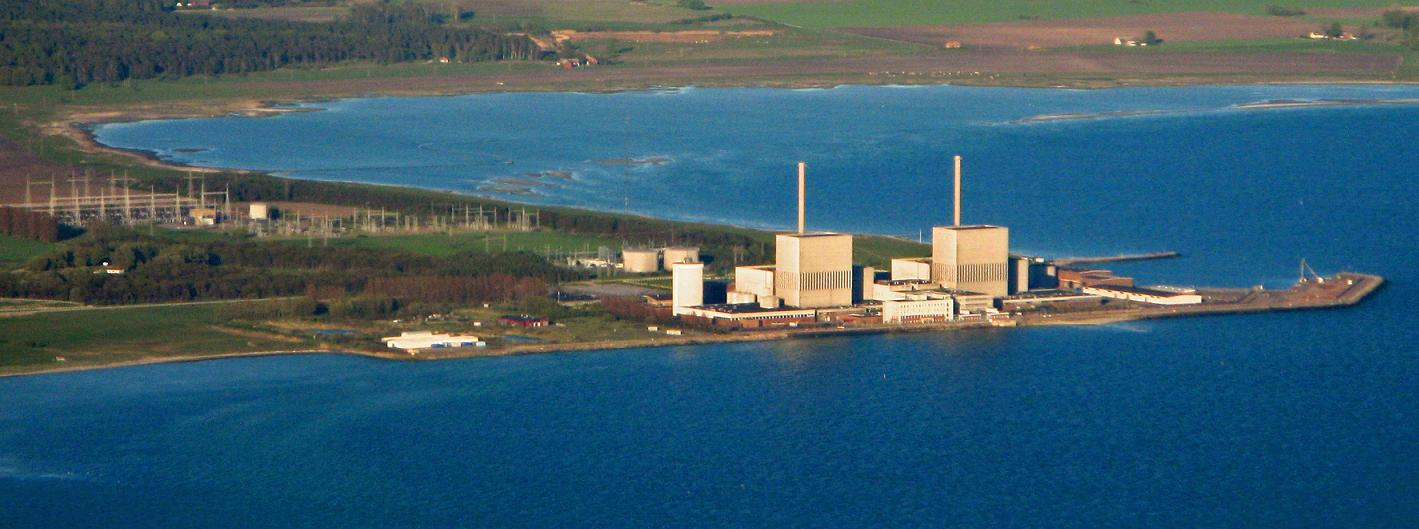
Barsebäck